# Municipio de Little River (Kansas)
El municipio de Little River (en inglés: Little River Township) es un municipio ubicado en el condado de Reno en el estado estadounidense de Kansas. En el año 2010 tenía una población de 1822 habitantes y una densidad poblacional de 19,44 personas por km².

## Geografía
El municipio de Little River se encuentra ubicado en las coordenadas 38°7′20″N 97°44′51″O / 38.12222, -97.74750. Según la Oficina del Censo de los Estados Unidos, el municipio tiene una superficie total de 93.74 km², de la cual 93.33 km² corresponden a tierra firme y (0.44%) 0.41 km² es agua.

## Demografía
Según el censo de 2010, había 1822 personas residiendo en el municipio de Little River. La densidad de población era de 19,44 hab./km². De los 1822 habitantes, el municipio de Little River estaba compuesto por el 97.97% blancos, el 0.05% eran afroamericanos, el 0.6% eran amerindios, el 0.05% eran asiáticos, el 0.05% eran isleños del Pacífico, el 0.6% eran de otras razas y el 0.66% pertenecían a dos o más razas. Del total de la población el 2.69% eran hispanos o latinos de cualquier raza.